# Tote Zeugen singen nicht
Tote Zeugen singen nicht ist ein 1973 veröffentlichter Poliziottesco mit Franco Nero in der Hauptrollen von dem Regisseur Enzo G. Castellari. Der Film gilt als einer der besten Polizeifilme und beeinflusste zahlreiche weitere Filme maßgeblich.

## Handlung
Comissario Belli hat erfahren, dass die libanesische Drogenmafia in Genua sich ausbreitet. Nach einer längeren Verfolgungsjagd durch Genua gelingt es ihm, einen Kurier festzunehmen. Jedoch wird das Fahrzeug mit dem Kurier vor dem Polizeipräsidium gesprengt. Belli überlebt diese Attacke nur knapp. Die Polizei ist fassungslos, dass selbst vor ihrem Hauptquartier die Mafia nicht vor Blutbädern zurückschreckt. Belli sucht nach Lösungswegen und beschließt, sich mit dem alternden Mafiapaten Cafiero zu treffen. Cafiero hat sich aus dem aktiven Verbrechen zurückgezogen und warnt Belli, dass neue Akteure die örtliche Szene leiten würden. Die neuen Gangster würden rücksichtslos um die Vorherrschaft kämpfen.
Bellis Vorgesetzter Scavino hat umfangreiche Akten zu den Akteuren angelegt. Es fehlen ihm lediglich noch ein paar Details um alles aufzudecken. Als er sich entschließt, die Akten trotzdem jetzt schon zum Staatsanwalt zu bringen, wird er ermordet und die Akten gestohlen. Belli gelingt es, den Mörder ausfindig zu machen. Die Morde wurden von Umberto Griva in Auftrag gegeben. Die Mafia lässt, um Griva zum Schweigen zu bringen, seinen Bruder umbringen und die Tochter von Belli ermorden. Durch einen Hinweis von Cafiero erfährt Belli, dass ein großer Drogenschmuggel in der Nähe von Marseille stattfinden soll. Als die Polizei dort ankommt, entwickeln sich schwere Feuergefechte. Das Gefecht überlebt Belli mit Mühe. Die Verbrecher und viele Polizisten sind umgekommen.

## Wissenswertes
- Die Verfolgungsjagd in Genua wurde auf einer Hochstraße gedreht.
- Enzo G. Castellari hat einen Cameo-Auftritt als Moderator auf einer Yacht.

## Kritik
„Hervorragend: Nach dem Muster von Damiano Damianis ‚Der Clan, der seine Feinde lebendig einmauert‘ geht es wieder einmal um die Verfilzung von Politik, Geschäft und organisiertem Verbrechen in Italien. Der fanatische Polizeikommissar (Franco Nero) sprengt einen Rauschgiftring, kann aber die Hintermänner nicht fassen, weil sie zu den mächtigsten Männern der Stadt gehören. Castellari erreicht zwar nie die inszenatorische Qualität von Damiani oder Francesco Rosi, doch besitzt sein Film eine Aura intensiver Verzweiflung, die manche Schwächen vergessen macht. Zumal die Leistung des Bunuel Stars Fernando Rey bleibt im Gedächtnis, der als kranker Mafia Häuptling den Verfall Italiens mit abgründiger Gelassenheit kommentiert.“

„Sein erstes Meisterwerk, der 1972 entstandene, hierzulande leider nicht erhältliche „Tote Zeugen singen nicht“, war zugleich die erste von elf Arbeiten mit Franco Nero, den er bis heute als seinen besten Freund bezeichnet. Wie viele Action-Regisseure hatte Castellari immer wieder nach dem perfekten leading man gesucht: einem harten Hund mit weichem Kern. Auf dieser Suche hatte er schon vergeblich bei Charles Bronson vorgesprochen, der sich immerhin vom stets zu munteren Männerspäßen aufgelegten Castellari zum Armdrücken herausfordern ließ - ein Wettstreit, aus dem Castellari siegreich hervorging. […] Anfangs konnte Nero mit dem freundlichen Muskelpaket Castellari wenig anfangen und wimmelte ihn ab, der fidele Römer schien ihm wohl etwas gewöhnlich. Doch während der Arbeit an „Tote Zeugen …“, der die Welle rabaukiger italienischer Polizeifilme erst richtig lostreten sollte, entdeckten die beiden sanften Machos eine Geistesverwandtschaft.“

„Dieser Film zeigt Enzo G. Castellari auf dem Höhepunkt seines Schaffens. Brilliant ist Kommissar Bellis Ein-Mann-Feldzug gegen Genueser Unterwelt ausgefallen. Der Film besticht durch hervorragende Rückblenden- und Zeitlupentechnik, geniale Musik, knallharte Stunts und Action sowie durch die vorzügliche Besetzungsliste.“

„‚Tote Zeugen singen nicht‘ entbehrt der Ironie zahlloser späterer Polizeifilme ‚Cinecittàs‘ und leistet sich dabei den Luxus einer vollkommen ernsthaften und dramatischen Erzählweise, die herausragendes handwerkliches Können mit exzellenten Schauspieler-Leistungen verknüpft. Castellaris brillanter Film geriet zum überwältigenden Publikumserfolg und gilt zu Recht als einer der Hauptbegründer des Genres. Einflüsse wie William Friedkins ‚French Connection‘ oder die Mafia-Dramen von Francesco Rosi und Damiano Damiani wurden bei Castellari zu einer rasanten Abfolge spannender Situationen und aufregender Action-Szenen. (…) ‚Tote Zeugen singen nicht‘ – dessen Budget, verglichen mit aufwändigen Hollywood-Produktionen, lächerlich niedrig war – enthält zudem eine der großartigsten Autojagden der Filmgeschichte!“

„Ein spannender, aber sehr harter Kriminalfilm, der vor allem durch die präzise Kameraarbeit auffällt. Die gesellschaftskritische Konzeption wird freilich von reißerischen Effekten überwuchert.“